# Purohita muiri
Purohita muiri är en insektsart som beskrevs av Metcalf 1943. Purohita muiri ingår i släktet Purohita och familjen sporrstritar. Inga underarter finns listade i Catalogue of Life.